# 朝鮮八景
朝鮮八景或大韩八景（：／ Choseonpalkyong/Daehanpalkyong），是朝鮮半島八個富有代表性的風景名勝。目前分屬於北方的朝鮮民主主義人民共和國和南方的大韓民國。
1936年，女歌手鮮于一扇曾有《朝鮮八景歌》贊頌朝鮮八景。

## 朝鮮八景

### 朝鮮民主主義人民共和國境內
- 白頭山
- 鴨綠江
- 金剛山
- 牡丹峰（一作平壤）
- 赴戰高原

### 大韓民國境內
- 海雲台
- 石窟庵
- 漢拏山

## 日治时代的朝鲜八景
1929年，朝鲜总督府铁道局发表了《朝鲜八景十六胜》，下列是此文中列举的朝鲜八景
- 海云台
- 俗离山
- 朱乙温泉
- 牡丹峰
- 伽倻山
- 佛国寺